# Picassent (kommunhuvudort)
Picassent är en kommunhuvudort i Spanien.   Den ligger i provinsen Província de València och regionen Valencia, i den östra delen av landet, 300 km öster om huvudstaden Madrid. Picassent ligger 53 meter över havet och antalet invånare är 19 786.
Terrängen runt Picassent är huvudsakligen platt, men åt sydväst är den kuperad. Terrängen runt Picassent sluttar österut.Runt Picassent är det tätbefolkat, med 442 invånare per kvadratkilometer. Närmaste större samhälle är Valencia, 13,7 km nordost om Picassent. Trakten runt Picassent består till största delen av jordbruksmark.